# Thian Hock Keng

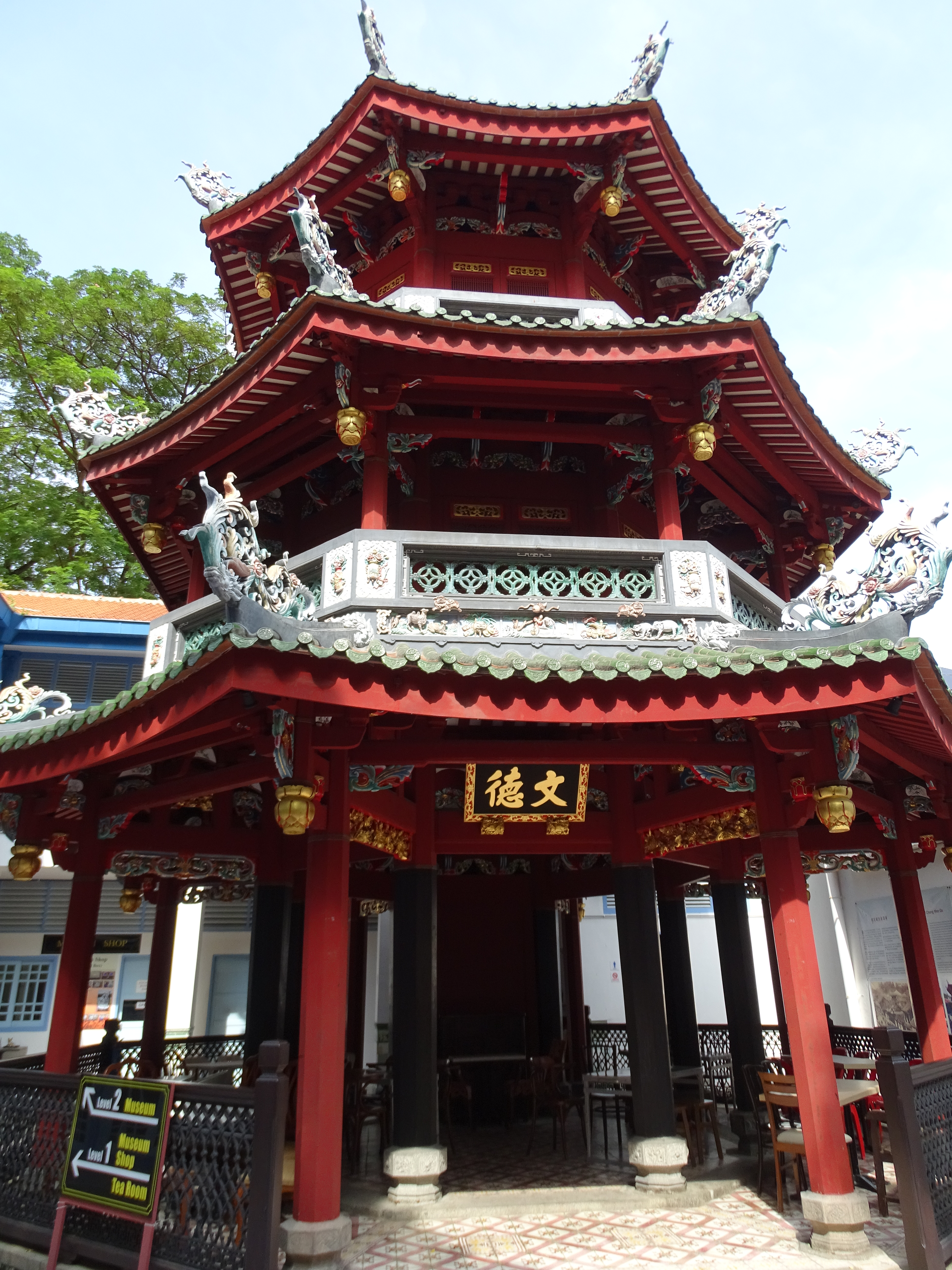
Pagoda Keng Teck Huay na nádvoří chrámu

Chrám Thian Hock Keng (天 福 宫) v Singapuru, česky „palác nebeského štěstí“, také známý jako chrám Tianfu, je jedním z nejstarších a nejdůležitějších chrámů čínského společenství Hoklo (Číňané hovořící dialektem Hokkien) v Singapuru. Byl zasvěcen mořské bohyni Mazu ("Ma Cho Po"), patronce námořníků. Chrám pochází z roku 1821 a byl důkladně přestavěn v letech 1939-1942. Je spravován sdružením Singapore Hokkien Huay Kuan (také jen Hokkien Huay Kuan).

## Dějiny

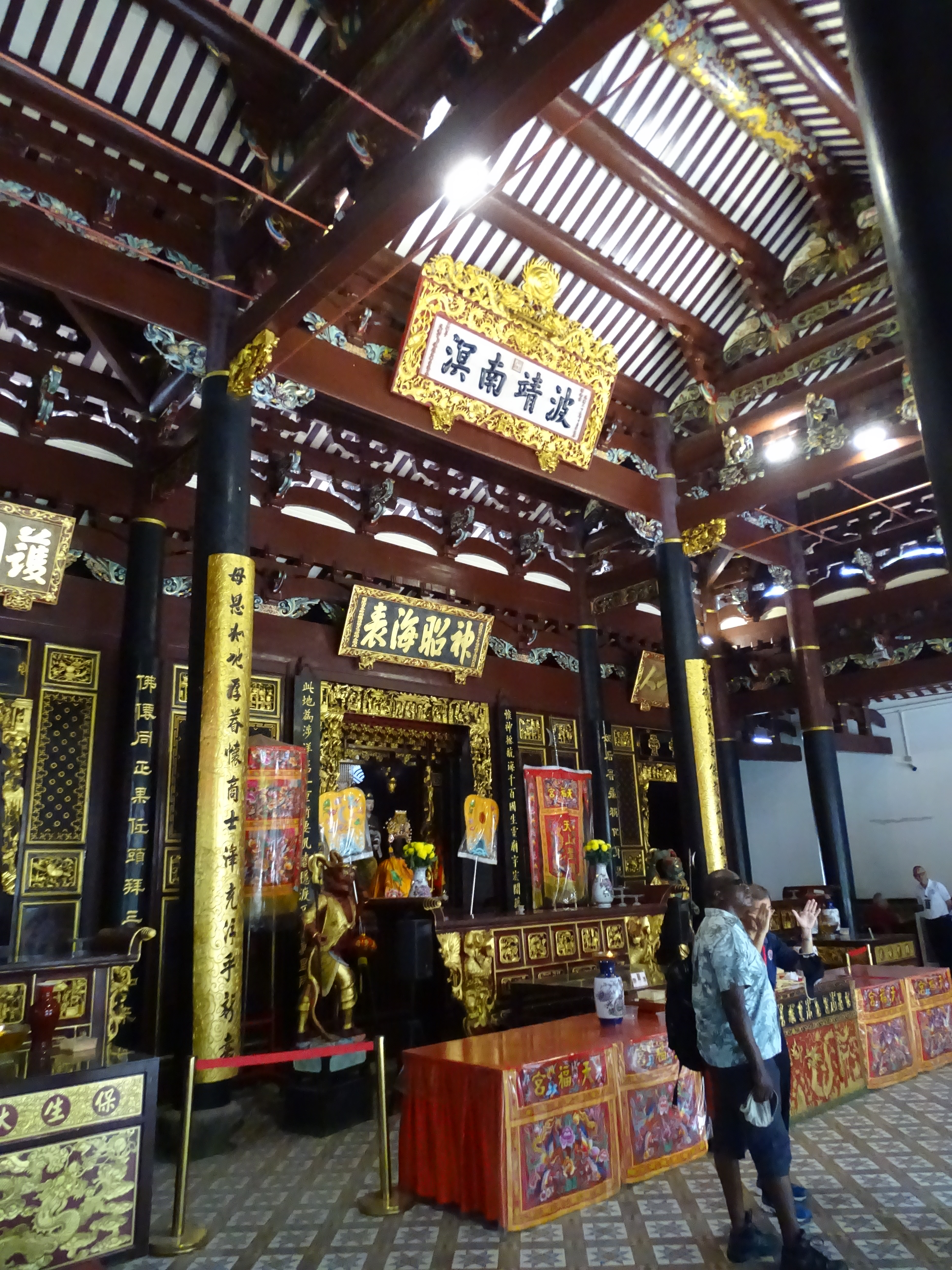
Oltář mořské bohyně Mazu

V roce 1821 postavili čínští přistěhovalci z provincie Fu-ťien malou modlitebnu na místě dnešního chrámu jako poděkování za jejich úspěšné plavby lodí do Singapuru. Poté, co se počet čínských přistěhovalců v Singapuru neustále zvyšoval, bylo v roce 1939 rozhodnuto vybudovat nový, větší chrám, který byl ale dostavěn až v roce 1942. Novému chrámu byla přisouzena role tzv. „hřbitovního chrámu“, tzn. dohledu nad hřbitovem Tiong Lama (také Teong Lama), který byl od roku 1928 spravován chrámem Heng San Teng.
Stavbu chrámu Thian Hock Keng iniciovalo singapursko-čínské sdružení Hoklo. Nová budova chrámu sloužila nejen jako modlitebna, ale také jako kancelář společenství Hokkien Huay Kuan. Socha božské patronky Mazu byla vyrobena ve městě Sia-men v provincii Fu-ťien a do Singapuru byla dopravena v dubnu 1840. Podrobnosti o historii chrámu a jména sponzorů stavebních prací jsou zaznamenány na kamenných deskách ve vstupní hale. V roce 1849 byla na nádvoří chrámu postavena pagoda Chung Wen a brána Chong Boon Gate. Mezi lety 1998 a 2000 došlo k další velmi rozsáhlé rekonstrukci chrámu, která získala „čestné uznání“ při udělování ceny UNESCO Asia-Pacific Heritage 2001 Awards for Cultural Heritage Conservation.

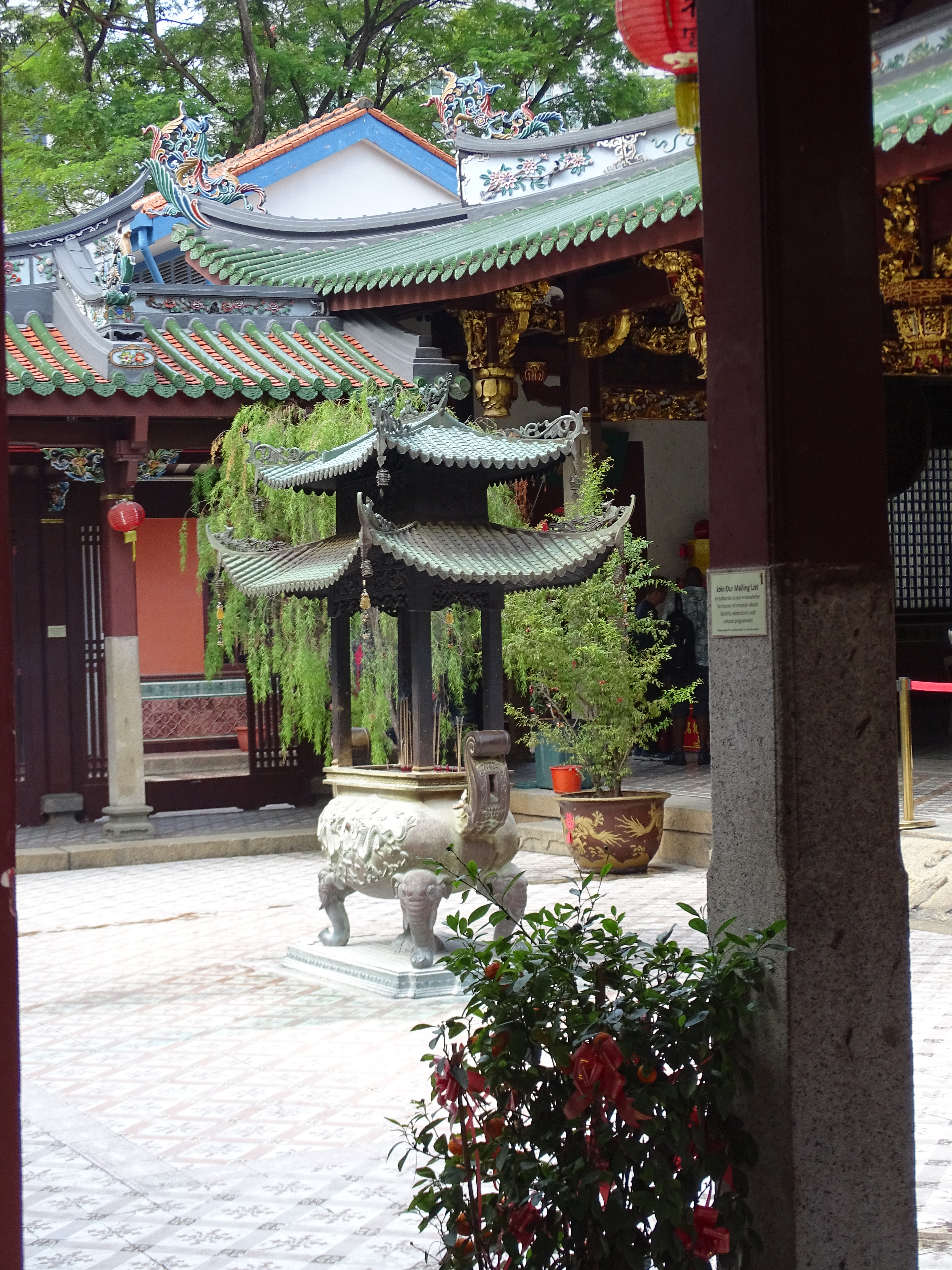
Nádvoří chrámu Thian Hock Keng

28. června 1973 byl chrámový komplex Thian Hock Keng vyhlášen národní památkou. 

## Poloha a architektura
Chrám Thian Hock Keng se nachází v centru Singapuru v čínské čtvrti ("China Town") v distriktu Outram na ulici Telok Ayer Street.
Chrám byl postaven čínskými řemeslníky v tradiční architektuře chrámu Hokkien. Při stavbě nebyl použit jediný hřebík a veškerý materiál byl dovezen z Číny, včetně trámů, které slouží jako hlavní opora budovy. Chrám má zakřivené střešní hřebeny, na střechách vstupní haly a hlavní haly jsou čtyři tančící draci, symbolizující spravedlnost a moc.
Dekorační prvky na střechách byly vyrobeny speciální technikou: barevná keramika byla pečlivě rozřezána na menší části a slepena do mozaikových figur. Chrám vykazuje třílodní typologii: budova se skládá ze vstupní haly, hlavní haly a zadní haly. Další řady postranních sálů jsou umístěny na obou stranách hlavních modlitebních sálů.